# Az Itavia 870-es járatának katasztrófája
Az Itavia olasz légitársaság Bologna–Palermo járatán menetrend szerint közlekedő DC–9–15 repülőgépe 1980. június 27-én este 8 óra 59-kor 8000 méteres magasságban felrobbant, és a Tirrén-tengerbe zuhant. A gép feltehetően robbanásban pusztult el, ami a törzs elején vagy végén következett be. A katasztrófában a gépen tartózkodó mind a 81 ember életét vesztette.
21 nappal később egy líbiai MiG–23 roncsait találták meg Calabria közelében. A DC–9 repülése idején a térségben több líbiai MiG–23 is a levegőben volt, amelyeket olasz, amerikai és francia vadászrepülőgépek próbáltak elfogni. A 2008 nyári bejelentés szerint az eset kivizsgálását újból megkezdték, mert felmerült, hogy az egyik francia vadász véletlenül lőtte le a gépet, a MiG–23-asok üldözése közben.
Viszont a harmadik vizsgálati próbálkozásra másra jutottak. A gép roncsait összerakva a hátulján tátongó lyuk azt a gyanút vetette fel, hogy ott bomba robbant. A kivizsgálók ezt be is bizonyították, viszont az olasz bíróság nem hitt nekik, ezért a nyilvánosságra hozott ok a rakéta robbanása volt.

## Lásd még
- MiG–23